# Rylskov
Rylskov (dansk) eller Rüllschau (tysk) er en landsby beliggende øst for Flensborg i det nordlige Angel i Sydslesvig. Administrativt hører Rylskov under Masbøl Kommune i Slesvig-Flensborg kreds i den nordtyske delstat Slesvig-Holsten. Rylskov var en selvstændig kommune indtil marts 1965, hvor Rylskov og Masbøl blev sammenlagt i Masbøl-Rylskov Kommune (fra 1969 kun Masbøl Kommune). I den danske periode indtil 1864 var Rylskov sogneby i Rylskov Sogn (Husby Herred, Flensborg Amt).
Landsbyen Rylskov blev første gang nævnt omkring 1450. Stednavnet henviser til personnavnet Rolf eller til det sønderjyske udtryk rylle for avnbøg.
Det i byens østlige udkant beliggende sted Helledal tolkes som et førkristent hedensk kultsted "hellig dal", men det er uvist. Stednavnet er første gang nævnt 1769.
Rylskov er omgivet af Rosgaard i nord, Runmark i nordøst, Grimmerup i øst, Masbøl i syd og Tarup i vest.

## Erhverv
Den sydslesvigske landsby er landbrugspræget.